# Hanna Jordan
Hanna Jordan (* 3. April 1921 in Elberfeld; † 26. Januar 2014 in Wuppertal) war eine deutsche Bühnen- und Kostümbildnerin. Sie lebte in Wuppertal.

## Leben und Werk

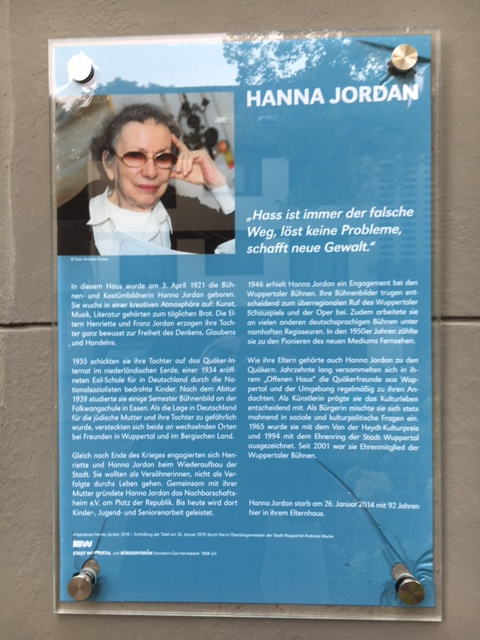
Informationstafel am ehemaligen Wohnhaus von Hanna Jordan

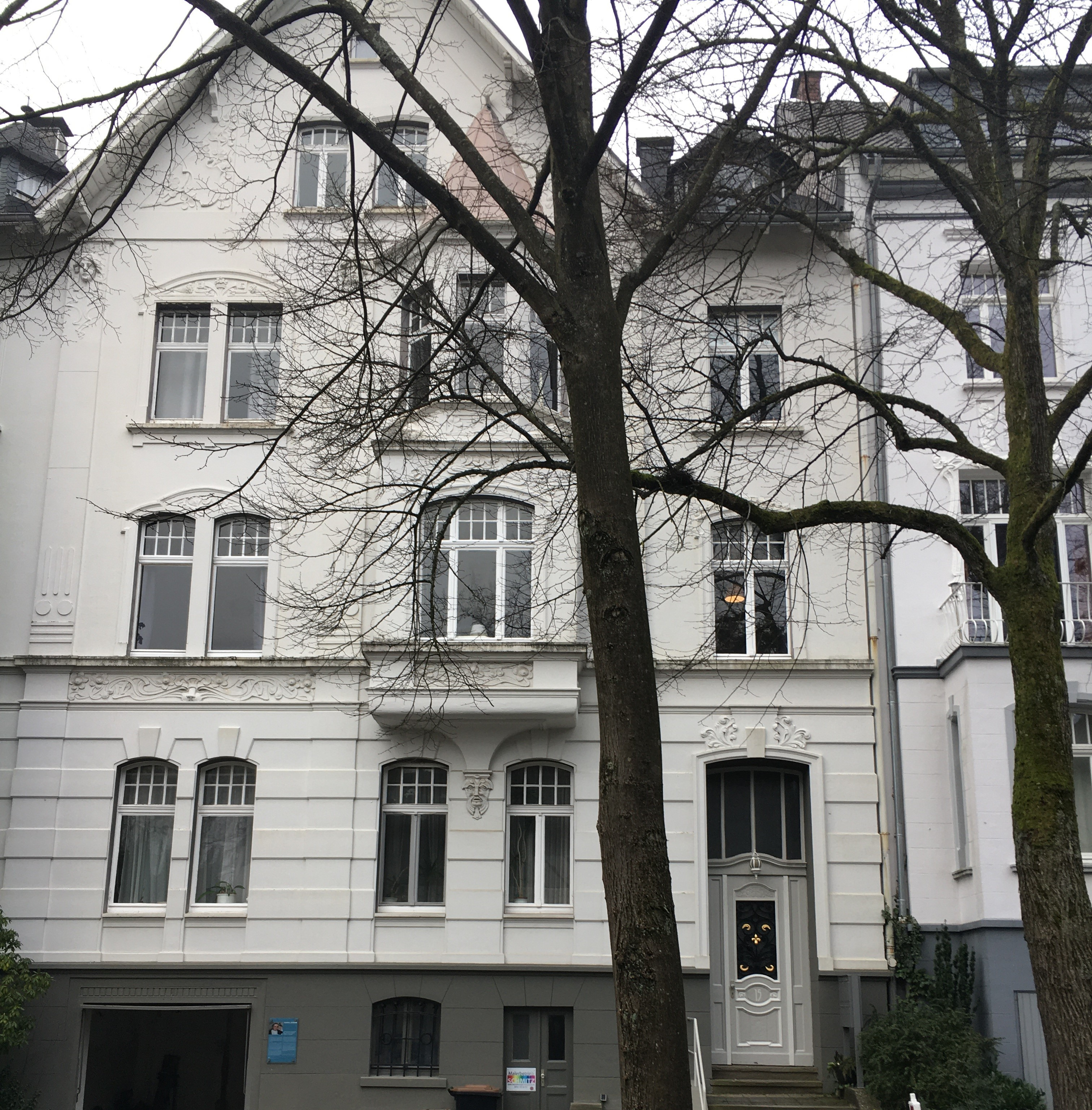
Geburts-/Wohnhaus von Hanna Jordan

Hanna Jordan verbrachte wegen der jüdischen Abstammung ihrer Mutter die Zeit zwischen 1935 und 1939, ihre „schönste Schulzeit“, an der Quäkerschule Eerde in den Niederlanden. Schon damals spürte sie eine intensive Liebe zum Theater und wirkte gestalterisch an Theateraufführungen der Schule mit. 1939 kehrte sie nach Deutschland zurück und besuchte zuerst die Kunstakademie Düsseldorf, dann die Essener Folkwangschule, musste aber aufgrund der Verfolgung durch das NS-Regime untertauchen. Nach dem Krieg war Hanna Jordan in den Trümmern Düsseldorfs mit politischem Kabarett aktiv.
Eine Anekdote aus dieser Zeit berichtet, dass Hanna Jordan den Hund des Intendanten am Wuppertaler Schauspielhaus gelegentlich ausführte und diese Referenz ihr 1948 den ersten Auftrag einbrachte, Bühnenbild und Kostüme für Nikolai Wassiljewitsch Gogols Die Heirat zu entwerfen. Ab 1945 wirkte Hanna Jordan an den Wuppertaler Bühnen, ab 1956 am wieder errichteten Opernhaus in Barmen, ab 1966 am Schauspielhaus in Elberfeld. Später gastierte sie an Bühnen in Stuttgart, Hamburg, München, Berlin und Wien. Sie war Pionierin beim WDR-Fernsehen mit Produktionen wie Napoleon in New Orleans (1959) und Sie werden sterben, Sire (1964).
Hanna Jordan arbeitete erfolgreich mit Regisseuren wie Friedrich Meyer-Oertel, Kurt Horres, Rudolf Noelte, Imo Moszkowicz und Peter Palitzsch zusammen. Mit der Chefin des Wuppertaler Tanztheaters, Pina Bausch, entstand jedoch keine „Chemie“. Leoš Janáčeks Oper Jenůfa war 1990 Hanna Jordans Abschiedsproduktion im Opernhaus Wuppertal.
Hanna Jordan war praktizierende Quäkerin und Mitbegründerin des Nachbarschaftsheims Wuppertal e. V. am Platz der Republik und bis 2000 im Vorstand aktiv. Sie engagierte sich zudem in der Wuppertaler Amnesty-International-Initiative. In Quäker-Kreisen war Hanna Jordan für ihre satirischen Illustrationen in der Zeitschrift Quaker bekannt. Ihre Serie „Quäker-House-Mouse“ begann im September 1989 und endete November 2008, fast 20 Jahre später. In dieser Zeit wurden 49 Zeichnungen veröffentlicht. Auch der Quäkerschule Eerde blieb sie ihr Leben lang verbunden und beteiligte sich an der Organisation von Altschülertreffen.
Hanna Jordan starb im Januar 2014 im Alter von 92 Jahren.

## Ehrungen
Hanna Jordan wurde 1965 der Eduard von der Heydt-Kulturpreis sowie 1994 der Ehrenring der Stadt Wuppertal verliehen. Seit 2001 war sie Ehrenmitglied der Wuppertaler Bühnen.

## Publikationen
- Anne Linsel: Weltentwürfe: Die Bühnenbildnerin Hanna Jordan. Klartext-Verlag, 2006[9] ISBN 978-3-898-61487-0.
- Anne Linsel: Filmisches Porträt über Hanna Jordan (WDR 1991)
- Hildegard Feidel-Mertz (Hg.): Schulen im Exil. Die Verdrängte Pädagogik nach 1933. rororo, Reinbek, 1983, ISBN 3-499-17789-7
- Hanna Jordan: Schloß Eerde – ein großes Quäkerwerk und seine „Oldies“, in: Quäker, Zeitschrift der deutschen Freunde / Religiöse Gesellschaft der Freunde (Quäker) in Deutschland, Deutsche Jahresversammlung e. V., Juli/August 1997, S. 144–151